# Chien des Fuégiens
Chien yagán, chien de Patagonie
Le chien des Fuégiens, également désigné sous les noms de chien yagán et chien de Patagonie, est une race éteinte de mammifères carnivores, de la famille des Canidés. C'est une forme domestiquée par des populations autochtones d'Amérique du Sud. L'espèce à laquelle il appartient a longtemps été considérée comme étant le Culpeau (Lycalopex culpaeus), mais cette origine fait l'objet de débats,.
Il reste très peu de spécimens naturalisés du chien des Fuégiens. L'un d'eux est conservé au musée régional salésien Maggiorino-Borgatello de Punta Arenas (détroit de Magellan, Chili), et un autre au musée régional du lac Fagnano (Terre de Feu, Argentine).

## Taxonomie
En 2013, Romina Petrigh et Martín Fugassa ont mené une analyse génétique sur des échantillons de poils issus de spécimens naturalisés conservés au musée régional du lac Fagnano, à Río Grande. L’ADN extrait de ces échantillons a été comparé à celui de divers canidés patagoniens : le culpeau (Lycalopex culpaeus), le renard gris d’Argentine (Lycalopex griseus), le renard d’Aszara (Lycalopex gymnocercus), ainsi qu’à celui du chien domestique (Canis lupus familiaris). Cette étude a révélé une similitude génétique plus importante avec le culpeo (97,57 %) qu’avec le chien domestique (88,93 %). Ces résultats, corroborés par une analyse phylogénétique moléculaire, suggèrent une domestication atypique de culpeos par des sociétés de chasseurs-cueilleurs de Patagonie. Cette hypothèse est notamment reprise par William L. Franklin, qui avance que le chien des Fuégiens « n’était pas véritablement domestiqué au sens classique du terme, mais partiellement, comme une forme intermédiaire entre le sauvage et le domestique, penchant fortement vers le premier ».
Le culpeo présente une morphologie proche de celle des Vulpini, mais il est génétiquement plus proche des loups, coyotes et chacals : les Canini ; c’est pourquoi il est classé dans un genre distinct au sein des « renards » sud-américains.
Dans une synthèse des sources historiques et des publications scientifiques, Fabián Jaksic et Sergio Castro (2023) avancent l’idée que ce que l’on appelle « chiens des Fuégiens » correspond en réalité à deux types distincts. Le « chien de Patagonie  », utilisé par les Selk'nam, Aonikenk et Manekʼenk, serait une forme domestiquée issue du culpeau, tandis que le « chien des Fuégiens », employé par les Chonos, les Kawésqar et les Yagans, descendrait d’une population de chiens domestiques introduite depuis le détroit de Béring.
D’autres hypothèses avancent une domestication à partir de l’espèce éteinte : le Loup des Malouines , ou un croisement entre des chiens domestiques et soit le culpeau, soit le loup des Malouines.

### Caractéristiques

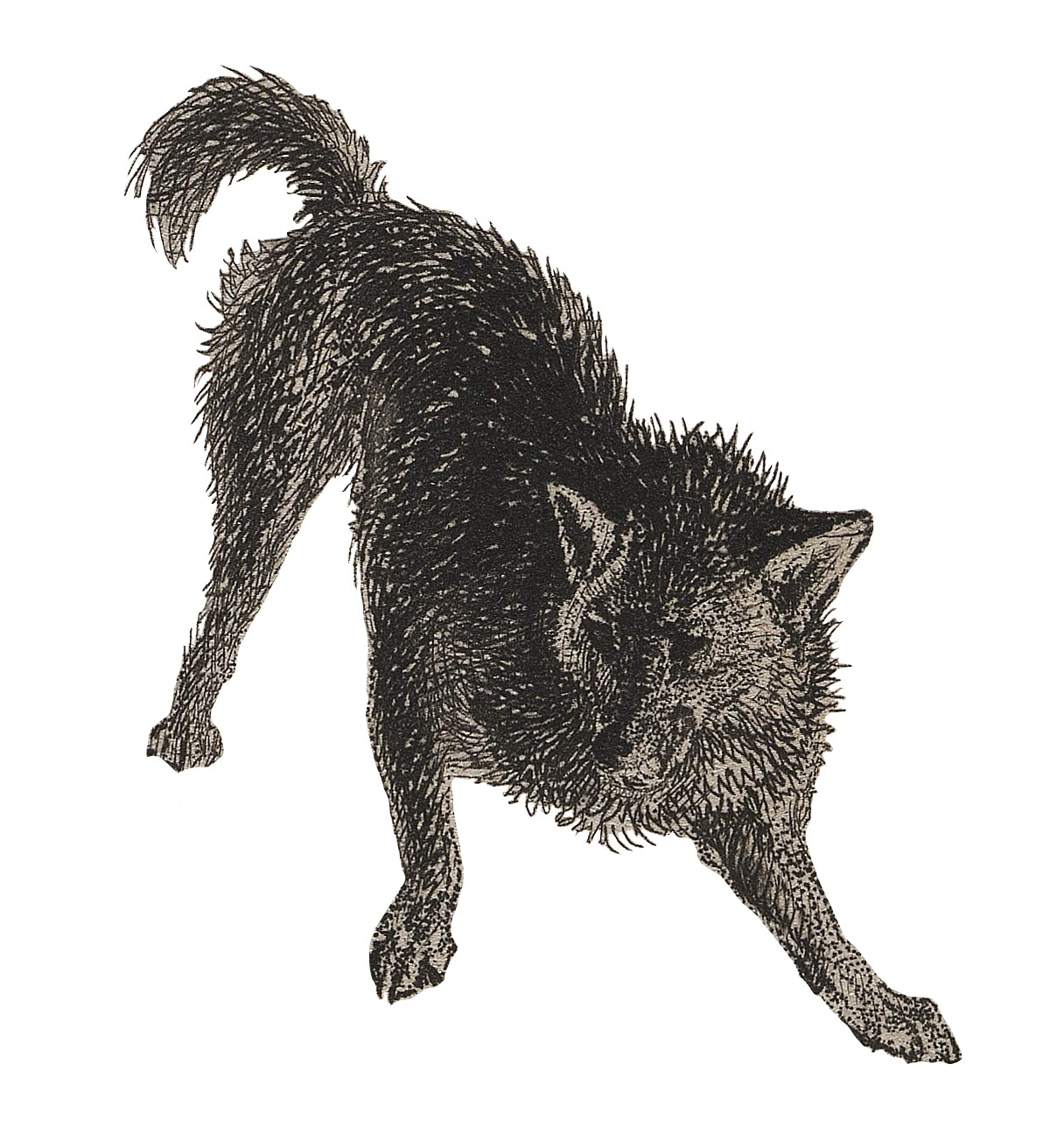
Illustration d’un chien des Fuégiens.

Le chien des Fuégien possédait des oreilles dressées, un museau effilé, un pelage droit et long, une queue touffue, et était de couleur fauve ou entièrement blanche. Les images existantes le montrent de taille similaire à celle du culpeau sauvage, qui pèse entre 5 et 13,5 kg, soit environ la taille d’un Shetland. Samuel Kirkland Lothrop indique une hauteur comprise entre 28 et 51 cm, tandis que Ricardo E. Latcham mentionne plus de 60 cm. Les Gauchos surnommaient ces renards « chiens à crinière » en raison de leur ressemblance avec le loup à crinière. Lucas Bridges les décrivait comme « un croisement rabougri entre un berger allemand et un loup ».
Le navigateur français Louis-Ferdinand Martial, à la tête de l’expédition scientifique de 1883 au cap Horn, décrit l’animal comme « laid, avec de longs poils fauves et un museau pointu, ressemblant tout à fait à un renard ».
Selon la distinction proposée par Jaksic et Castro, les Européens auraient observé deux catégories de chiens : un plus petit et plus clair utilisé pour chasser les tuco-tucos, et un plus grand, de couleur plus sombre, employé pour la chasse aux guanacos.

### Comportement
Bien que la répartition du chien des fuégien corresponde à celle des Yámanas, les témoignages indiquent que les chiens n’étaient pas forcément protecteurs envers leurs maîtres. Julius Popper, acteur majeur du génocide des Selk’nam, écrivait : « Je ne les ai jamais vus, même en grand nombre, adopter une attitude agressive ou défendre leurs maîtres lorsqu’ils étaient en danger ».

### Usages

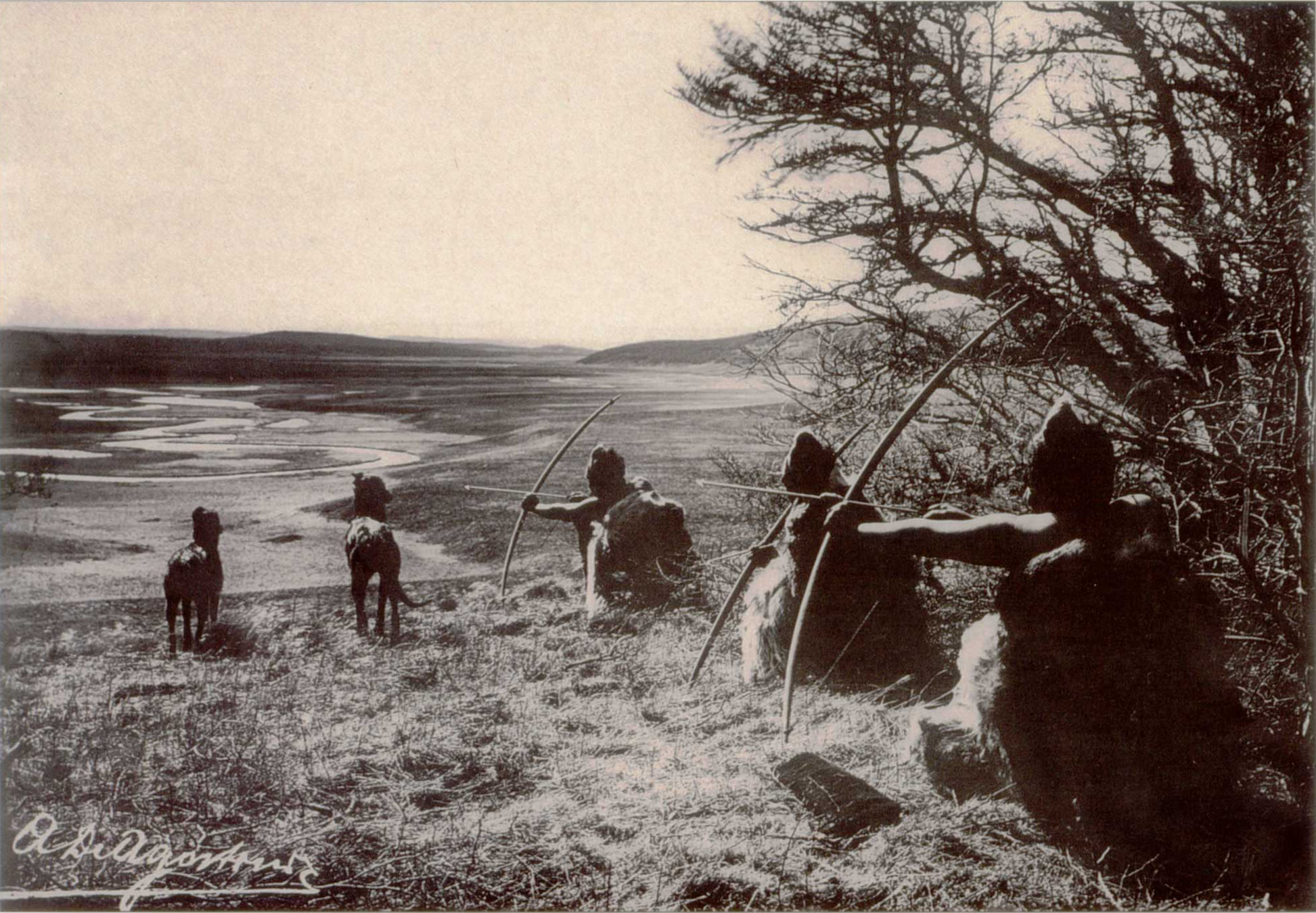
Des Selk’nam chassant accompagnés de chiens des Fuégiens.

Si Julius Popper affirmait ne pas les avoir vus participer aux chasses, Antonio Coiazzi en rapporta cet usage cynégétique, confirmé par d’autres sources. Charles Darwin, dans Le Voyage du Beagle (1839), rapportait qu’un enfant indigène lui avait dit que les chiens attrapaient les loutres pour eux, information confirmée par Martial.
Tous les témoignages s’accordent pour dire que ces chiens servaient également de source de chaleur dans les abris, se blottissant étroitement contre les Selk’nam pour les réchauffer. Popper notait : « Les chiens se plaçaient en groupe autour des petits Onas, formant une sorte d’enveloppe [...] à mon avis, les chiens Fuégiens ne sont utiles que pour compléter le vêtement sommaire de l’Indien, ou mieux encore, comme mobilier de chauffage de l’Ona ».

### Extermination

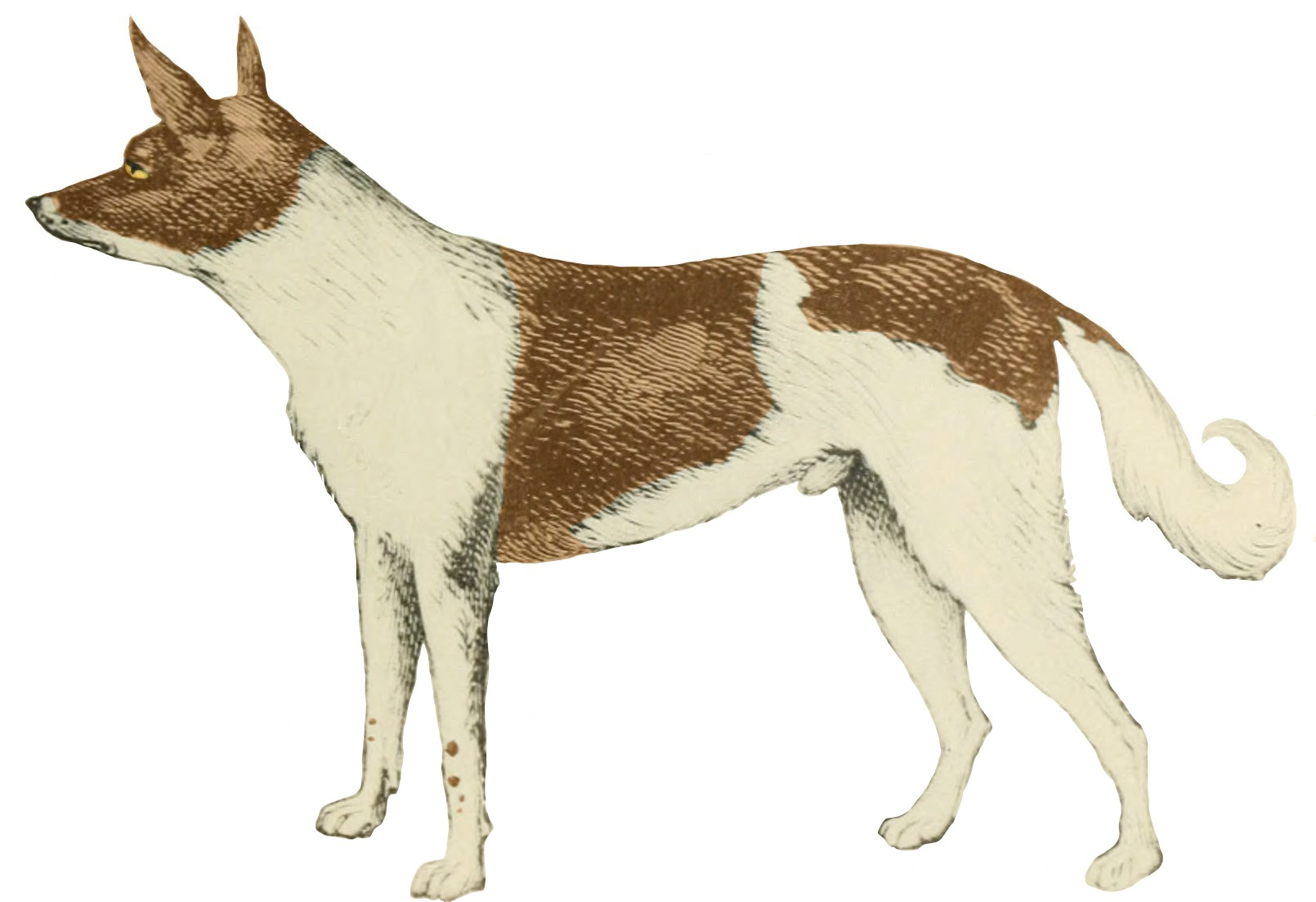
Illustration colorisée d’un chien des Fuégiens.

En 1919, le missionnaire silésien Martin Gusinde constata la disparition complète des chiens chez les Yámanas, ce qu’il trouva étonnant, considérant les nombreux témoignages d’interactions entre les chiens et les peuples autochtones. Il apprit que toute la population connue avait été exterminée, car les chiens étaient jugés « dangereux pour l’Homme et le bétail ». Thomas Bridges aurait rapporté dans les années 1880 que les chiens attaquaient les chèvres de sa mission, sans fournir de détails.
Dans le cadre du génocide des Selk’nam, les chiens furent également chassés par les colons européens, car ils étaient utilisés par les Selk’nam pour la chasse et la vie domestique. Cette campagne d’extermination constitua la principale cause de leur disparition.